# Dolmen de la Grotte aux Fées
Der Dolmen de la Grotte aux Fées (auch Dolmen von Mettray genannt) liegt in Saint-Antoine-du-Rocher, nördlich von Mettray bei Tours in der Touraine im Département Indre-et-Loire in Frankreich. Dolmen ist in Frankreich der Oberbegriff für Megalithanlagen aller Art (siehe: Französische Nomenklatur). Die Dolmen der Touraine sind ungleichmäßig verteilt. Es bestehen drei Gruppen: 
- Die erste und größte Gruppe liegt nordwestlich der Loire.
- Die zweite und kleinste befindet sich im nördlichen Teil von Lochois und reicht an die Tourangelle Champeigne heran.
- Die dritte und dichteste, liegt das rund um das Vienne-Tal.

Plan Dolmen de la Grotte aux Fées

Die Grotte-aux-Fées ist ein typischer rechteckiger oberirdischer angevinischer Dolmen vom Loiretyp, wie er zahlreich im Département Maine-et-Loire errichtet wurde (Dolmen von Bagneux bei Saumur). 
Die Megalithanlage besteht aus Kalksteinplatten. Sie wurde anhand der gefundenen Keramik auf 3500 bis 3000 v. Chr. datiert. Der Dolmen hat eine etwa 10,0 m lange und 4,0 m breite Kammer mit drei Tragsteinen auf jeder Seite und drei großen Decksteinen. Der mittlere Stein ist fast 2,0 Meter dick. Am Ende steht ein großer Endstein, während der für die Dolmen dieses Typs typische vorgebaute Zugangsteil bis auf zwei Reststeine fehlt. Ein interner seitlich aufgestellter Stein teilt die Kammer in zwei Bereiche, wie es bei Kammern dieses Tys oft vorkommt.
Der Dolmen ist seit 1992 als Monument historique eingestuft.